# Пам'ятки Сніжного
У місті Сніжне Донецької області на обліку перебуває 43 пам'ятки історії. Серед осіб, яким присвячено найбільшу кількість пам'яток району першу позицію традиційно для Донбасу займає В. І. Ленін — йому в цьому місті встановлено 4 пам'ятники (за цим показником Сніжне займає третю позицію серед міст Донеччини після Донецька та Єнакієвого). 14 пам'яток — братські могили радянських воїнів та партизан.

## Пам'ятки історії
| № пп | Охорон. номер | Найменування пам'ятки | Місцезнаходження пам'ятки                                                    | Рік встановлення     | Автор                  | Рішення               |
| ---- | ------------- | --- | ---------------------------------------------------------------------------- | -------------------- | ---------------------- | --------------------- |
| 1.   | 589           | Братська могила радянських воїнів Південного фронту.                                                                      | вул. Арсєньєва,                                                              | 1962 р.              | -                      | 17.12.1969 р. № 724   |
| 2.   | 2080          | Братська могила радянських воїнів.                                                                                        | вул. Биковського, СШ № 2.                                                    | 1944 р. рек. 1990 р. | -                      | 10.11.1984 р. № 663-р |
| 3.   | 586           | Братська могила партизанів і жертв фашизму.                                                                               | вул. Биковського, 13.                                                        | 1964 р.              | -                      | 17.12.1969 р. № 724   |
| 4.   | 2675          | Братська могила радянських воїнів.                                                                                        | с-ще Вівсяне, північний схил галявини лсу.                                   | 1956 р. рек. 1996 р. | -                      | 15.09.1989 р. № 296   |
| 5.   | 591           | Братська могила радянських воїнів і підпільників.                                                                         | вул. Лати В., 5.                                                             | 1963 р.              | -                      | 17.12.1969 р. № 724   |
| 6.   | 2082          | Пам'ятник заводчанам. | вул. Ворошиловградська, територія РМЗ.                                       | 1983 р.              | -                      | 10.11.1984 р. № 663-р |
| 7.   | 584           | Братська могила партизанів.                                                                                               | с-ще Горіхове, вул. Кочетова, 76.                                            | 1952 р. рек. 1980 р. | Скульптор: Проценко В. | 17.12.1969 р. № 724   |
| 8.   | 588           | Братська могила військовополонених.                                                                                       | вул. Єгорова, 7.                                                             | 1957 р.              | -                      | 17.12.1969 р. № 724   |
| 9.   | 1905          | Пам'ятник воїнам-визволителям Донбасу.                                                                                    | вул. Мінська, 21.                                                            | 1967 р.              | -                      | 17.12.1969 р. № 724   |
| 10.  | 592           | Братська могила льотчиць Ольховської Л.И, та Тарасової В. И.                                                              | пров. Прилукський.                                                           | 1965 р.              | -                      | 17.12.1969 р. № 724   |
| 11.  | 2676          | Могила партизана Наумова.                                                                                                 | сквер Сніжнянського машзаводу, біля залізничного полотна.                    | 1950 р.              | -                      | 15.09.1989 р. № 296   |
| 12.  | 3293          | Могила Михайлеця В. В, воїна-афганця, рядового.                                                                           | старий цвинтар, у центрі.                                                    | 1981 р.              | -                      | 14.07.1993 р. № 419   |
| 13.  | 599           | Могила Чаленка В. Є, Героя Радянського Союзу.                                                                             | старий центральний цвинтар.                                                  | 1979 р.              | -                      | 21.06.2000 р. № 376   |
| 14.  | 2674          | Братська могила жертв фашизму.                                                                                            | вул. Терешкової, 3.                                                          | 1956 р.              | -                      | 15.09.1989 р. № 296   |
| 15.  | 596           | Братська могила радянських військовополонених.                                                                            | вул. Терешкової, 3.                                                          | 1957 р.              | -                      | 19.04.1983 р. № 280р  |
| 16.  | 590           | Братська могила радянських воїнів Південного фронту.                                                                      | вул. Черноморська.                                                           | 1962 р.              | -                      | 17.12.1969 р. № 724   |
| 17.  | 3297          | Могила Костенка А. М, воїна-афганця, гвардії капітана.                                                                    | с-ще шахти № 2, вул. Тольятті, старий цвинтар.                               | 1987 р.              | -                      | 14.07.1993 р. № 419   |
| 18.  | 605           | Могила Роєва О. І, Героя Соціалістичної Праці.                                                                            | с-ще шахти № 4, старий цвинтар.                                              | 1976 р.              | -                      | 21.06.2000 р. № 376   |
| 19.  | 3295          | Могила Коненка С.О, воїна-афганця, рядового.                                                                              | центральний цвинтар, зах. част.                                              | 1986 р.              | -                      | 14.07.1993 р. № 419   |
| 20.  | 3296          | Могила Мащенка В. Ю, воїна-афганця, рядового.                                                                             | центральний цвинтар, центр. част.                                            | 1986 р.              | -                      | 14.07.1993 р. № 419   |
| 21.  | 3294          | Могила Остаповича Ю. В, воїна-афганця, рядового.                                                                          | центральний цвинтар, зах. част.                                              | 1985 р.              | -                      | 14.07.1993 р. № 419   |
| 22.  | 3299          | Могила Бойка О. Л, воїна-афганця.                                                                                         | цвинтар.                                                                     | 1983 р.              | -                      | 14.07.1993 р. № 419   |
| 23.  | 600           | Могила Микитенка О. В, воїна-інтернаціоналіста.                                                                           | цвинтар.                                                                     | 1988 р.              | -                      | 21.06.2000 р. № 376   |
| 24.  | 602           | Могила Остапенка В. Г, воїна-інтернаціоналіста.                                                                           | цвинтар.                                                                     | 1970 р.              | -                      | 29.03.1999 р. № 161   |
| 25.  | 593           | Братська могила Стрельченка І. Л., героя громадянської війни, члена Чистяківської Ради, і радянського воїна.              | Андріївська сел/р, смт Андріївка, вул. Боженка.                              | 1959 р.              | -                      | 17.12.1969 р. № 724   |
| 26.  | 1904          | Братська могила радянських воїнів Південного фронту.                                                                      | Андріївська сел/р, смт Андріївка, вул. Вороніхіна.                           | 1956 р.              | -                      | 19.04.1983 р. № 280р  |
| 27.  | 594           | Братська могила радянських воїнів Південного фронту.                                                                      | Андріївська сел/р, смт Андріївка, вул. Вороніхіна, біля школи.               | 1965 р. рек. 1992 р. | -                      | 19.04.1983 р. № 280р  |
| 28.  | 585           | Братська могила радянських воїнів, військовополонених і жертв фашизму.                                                    | Гірницька сел/р, смт Гірницьке, вул. Центральна.                             | 1945 р. рек. 1991 р. | -                      | 19.04.1983 р. № 280р  |
| 29.  | 2079          | Могила невідомого воїна.                                                                                                  | Гірницька сел/р, смт Гірницьке, цвинтар.                                     | 1945 р. рек. 1985 р. | -                      | 10.11.1984 р. № 663-р |
| 30.  | 587           | Братська могила радянських воїнів Південного фронту.                                                                      | Залісненська сел/р, смт Залісне, вул. Гастелло.                              | 1962 р.              | -                      | 17.12.1969 р. № 724   |
| 31.  | 3298          | Могила Замараєва О. О, воїна-афганця, рядового.                                                                           | Залісненська сел/р, смт Залісне, с-ще шахти № 104, цвинтар, півн.-зах. част. | 1989 р.              | -                      | 14.07.1993 р. № 419   |
| 32.  | 595           | Братська могила радянських воїнів Південного фронту.                                                                      | Первомайська сел/р, смт Первомайський, вул. Придніпровська.                  | 1968 р. рек. 1984 р. | -                      | 17.12.1969 р. № 724   |
| 33.  | 2081          | Братська могила радянських воїнів.                                                                                        | Первомайська сел/р, смт Первомайський, цвинтар.                              | 1944 р. рек. 1983 р. | -                      | 10.11.1984 р. № 663-р |
| 34.  | 583           | Група могил радянських воїнів і ветеранів праці: 2 братські могили радянських воїнів; 4 поодинокі могили ветеранів праці. | Сєверна сел/р, смт Сєверне, вул. Шевченка.                                   | 1956 р.              | -                      | 17.12.1969 р. № 724   |
| 35.  | 604           | Могила Мілентьєва Р. О, воїна-афганця, молодшого сержанта.                                                                | Сєверна сел/р, смт Сєверне, цвинтар, зах. част.                              | 1986 р.              | -                      | 14.07.1993 р. № 419   |
| 36.  | 582           | Братська могила радянських воїнів Південного фронту.                                                                      | Сєверна сел/р, с-ще Молчалине, сквер.                                        | 1968 р.              | -                      | 17.12.1969 р. № 724   |
| 37.  | 603           | Пам'ятник В. І. Леніну | вул. Вагнера, 33,шахта № 10.                                                 | 1960 р.              | -                      | 17.12.1969 р. № 724   |
| 38.  | 601           | Пам'ятник В. І. Леніну | вул. 250-річчя Донбасу, Будинок творчості.                                   | 1960 р.              | -                      | 17.12.1969 р. № 724   |
| 39.  | 597           | Пам'ятник В. І. Леніну | пл. ім. Леніна.. В. І.                                                       | 1967 р.              | -                      | 17.12.1969 р. № 724   |
| 40.  | 598           | Пам'ятник В. І. Леніну | вул. Першоуральська, парк заводу СМЗ.                                        | 1949 р.              | -                      | 17.12.1969 р. № 724   |
| 41.  | 2083          | Пам'ятник воїнам-землякам.                                                                                                | Андріївська сел/р, смт Андріївка, вул. Сімферопольська.                      | 1980 р.              | -                      | 10.11.1984 р. № 663-р |
| 42.  | 2084          | Пам'ятник воїнам-землякам.                                                                                                | Гірницька сел/р, смт Никифорове, вул. Свободи.                               | 1980 р.              | -                      | 10.11.1984 р. № 663-р |
| 43.  | 1906          | Пам'ятник радянським воїнам-визволителям Донбасу.                                                                         | вул. Терешкової, 16.                                                         | 1962 р.              | -                      | 19.04.1983 р. № 280р  |
|      |               | |                                                                              |                      |                        |                       |